# Нижнее Нигалмаозеро
Нижнее Нигалмаозеро — озеро на территории Сосновецкого сельского поселения Беломорского района Республики Карелии.

## Общие сведения
Площадь озера — 1,4 км². Располагается на высоте 119,0 метров над уровнем моря.
Форма озера лопастная, продолговатая: оно вытянуто с северо-запада на юго-восток. Берега каменисто-песчаные, местами заболоченные.
Через озеро протекает безымянный водоток, выше течением протекая через озеро Верхнее Нигалмаозеро, втекающий в реку Тунгуду, впадающую в свою очередь в реку Нижний Выг.
В озере расположено не менее восьми небольших безымянных островов, однако их количество может варьироваться в зависимости от уровня воды.
У северо-западной оконечности озера проходит автозимник.
Код объекта в государственном водном реестре — 02020001311102000008722.